# (7840) Hendrika
(7840) Hendrika est un astéroïde de la ceinture principale.

## Description
(7840) Hendrika est un astéroïde de la ceinture principale. Il fut découvert le 5 octobre 1994 à l'Observatoire astrophysique du Dominion par Christopher Aikman. Il présente une orbite caractérisée par un demi-grand axe de 2,28 UA, une excentricité de 0,11 et une inclinaison de 9,3° par rapport à l'écliptique.

## Compléments